# 馬嵬駅の悲劇
馬嵬事変（ばかいじへん、繁体字: 馬嵬驛兵變）または馬嵬駅の悲劇は、至徳元年（756年）に唐で、安史の乱により蜀州に逃げ延びる途上の皇帝玄宗に対して兵たちが宰相楊国忠（楊貴妃の又従兄）を殺害、寵姫の楊貴妃を殺害するように迫り、楊貴妃が賜死を受けた事件である。

## 概要

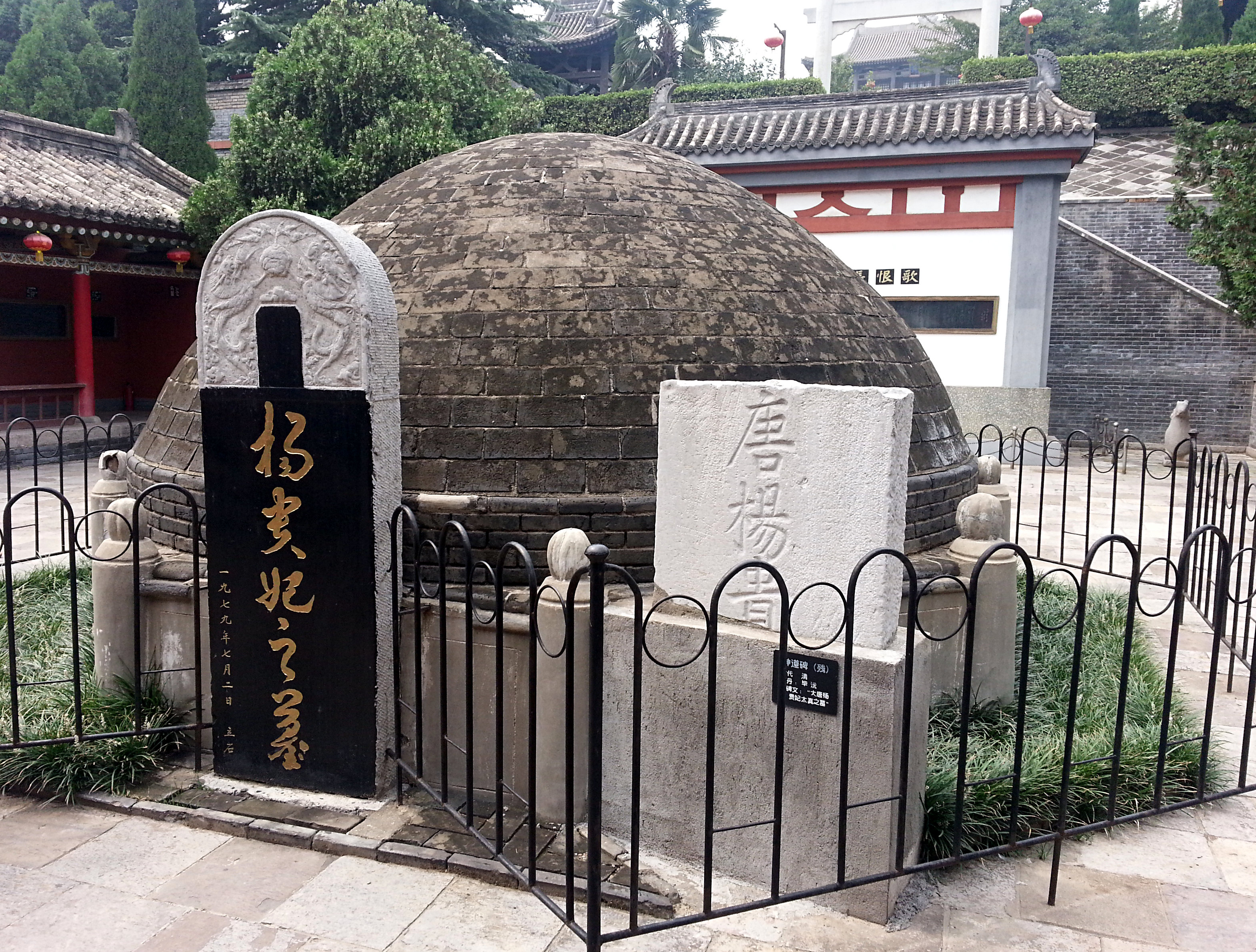
馬嵬駅付近に残る楊貴妃墓

以前から、唐の玄宗の宮廷内で対立を深めていた宰相楊国忠と安禄山だが、遂に天宝14年（755年）11月9日の安史の乱を引き起こすに至った。幽州で挙兵したのち、華北で勢力を拡大していった。
天宝15年（756年）6月9日、安禄山が潼関に侵攻し、楊国忠は自身の本拠地で、節度使を務めていた蜀への逃亡を進言し、これに6月12日、玄宗皇帝は首都長安を捨てて四川へと逃亡を開始した。
逃亡の途中で、玄宗皇帝を守っていた龍武軍が食糧不足になったとき、龍武軍の大将軍である楊国忠は西門に逃げ込んだが、結局、押し寄せた兵士に捕らえられ、処刑された。
楊国忠の死後、さらに陳玄礼と兵士たちは宮殿を包囲し、玄宗に妃である楊玉環の最期を泣きながら見届けた。
その後、皇太子であった李亨が、皇帝に即位、玄宗はそれを容れた。